# Vuillecin
Vuillecin est une commune française située dans le département du Doubs, la région culturelle et historique de Franche-Comté et la région administrative Bourgogne-Franche-Comté.
Ses habitants se nomment les Grenouillards et Grenouillardes.

## Géographie

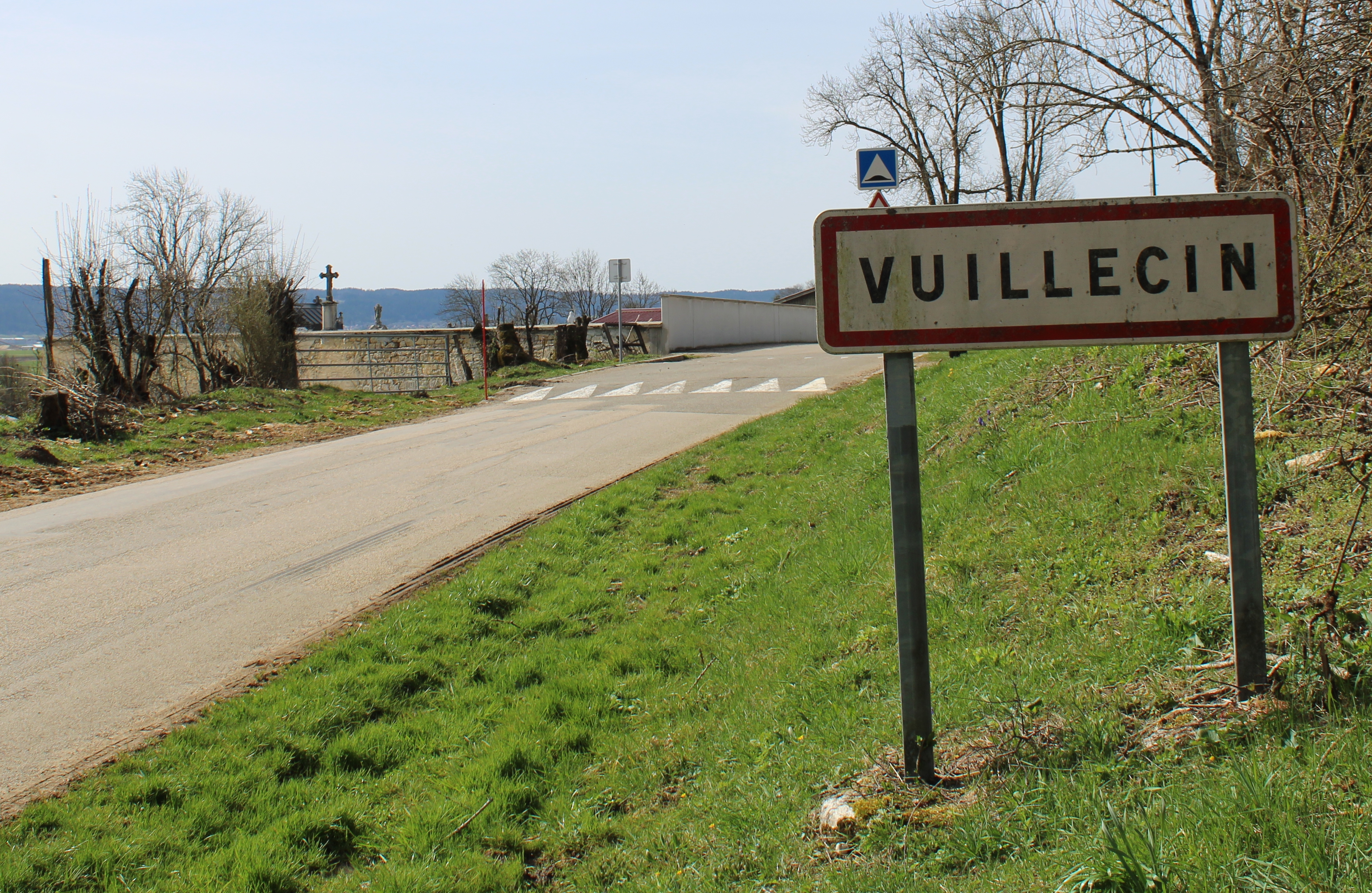
Entrée de la commune.

### Toponymie
Vilesant, Villesant en 1189 ; Willeseyn en 1257 ; Villesens en 1295 ; Willesains en 1308 ; Vilessain en 1349 ; Vuillessins en 1435 ; Vuillessin en 1563 ; Villessin en 1614 ; Vuillecin depuis 1688.

### Communes limitrophes

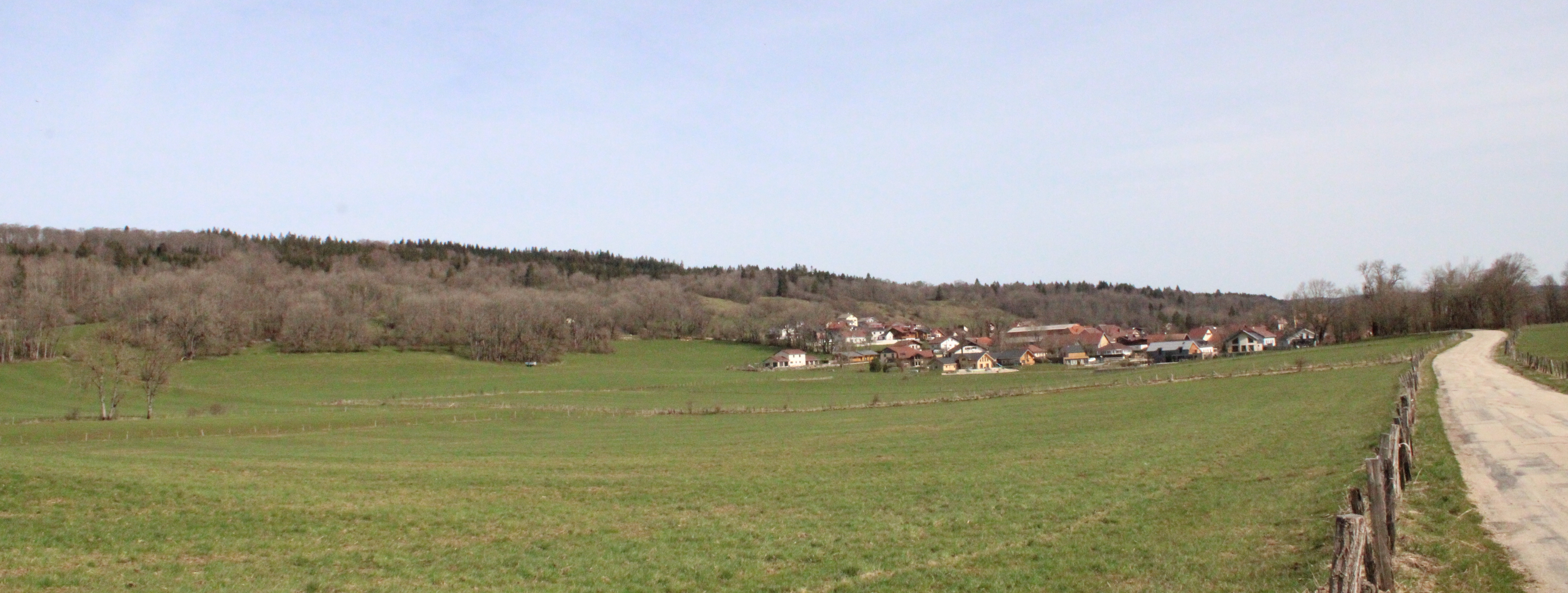
Panorama du village.

### Climat
Pour des articles plus généraux, voir Climat de la Bourgogne-Franche-Comté et Climat du Doubs.
En 2010, le climat de la commune est de type climat de montagne, selon une étude du Centre national de la recherche scientifique s'appuyant sur une série de données couvrant la période 1971-2000. En 2020, Météo-France publie une typologie des climats de la France métropolitaine dans laquelle la commune est exposée à un climat de montagne ou de marges de montagne et est dans la région climatique  Jura, caractérisée par une forte pluviométrie en toutes saisons (1 000 à 1 500 mm/an), des hivers rigoureux et un ensoleillement médiocre. 
Pour la période 1971-2000, la température annuelle moyenne est de 7,5 °C, avec une amplitude thermique annuelle de 16,4 °C. Le cumul annuel moyen de précipitations est de 1 527 mm, avec 12,6 jours de précipitations en janvier et 11,3 jours en juillet. Pour la période 1991-2020, la température moyenne annuelle observée sur la station météorologique de Météo-France la plus proche, « Pontarlier », sur la commune de Pontarlier à 4 km à vol d'oiseau, est de 8,8 °C et le cumul annuel moyen de précipitations est de 1 463,6 mm. 
La température maximale relevée sur cette station est de 38 °C, atteinte le 25 juillet 2019 ; la température minimale est de −32 °C, atteinte le 12 janvier 1987,,. 
Les paramètres climatiques de la commune ont été estimés pour le milieu du siècle (2041-2070) selon différents scénarios d'émission de gaz à effet de serre à partir des nouvelles projections climatiques de référence DRIAS-2020. Ils sont consultables sur un site dédié publié par Météo-France en novembre 2022.

## Urbanisme

### Typologie
Au 1er janvier 2024, Vuillecin est catégorisée commune rurale à habitat dispersé, selon la nouvelle grille communale de densité à 7 niveaux définie par l'Insee en 2022.
Elle est située hors unité urbaine. Par ailleurs la commune fait partie de l'aire d'attraction de Pontarlier, dont elle est une commune de la couronne,. Cette aire, qui regroupe 54 communes, est catégorisée dans les aires de moins de 50 000 habitants,.

### Occupation des sols
L'occupation des sols de la commune, telle qu'elle ressort de la base de données européenne d’occupation biophysique des sols Corine Land Cover (CLC), est marquée par l'importance des territoires agricoles (62,6 % en 2018), en diminution par rapport à 1990 (66,7 %). La répartition détaillée en 2018 est la suivante : prairies (32,3 %), terres arables (29,7 %), forêts (22,4 %), milieux à végétation arbustive et/ou herbacée (3,6 %), eaux continentales (2,8 %), zones urbanisées (2,6 %), zones industrielles ou commerciales et réseaux de communication (2,2 %), mines, décharges et chantiers (1,9 %), zones humides intérieures (1,8 %), zones agricoles hétérogènes (0,7 %). L'évolution de l’occupation des sols de la commune et de ses infrastructures peut être observée sur les différentes représentations cartographiques du territoire : la carte de Cassini (XVIIIe siècle), la carte d'état-major (1820-1866) et les cartes ou photos aériennes de l'IGN pour la période actuelle (1950 à aujourd'hui).

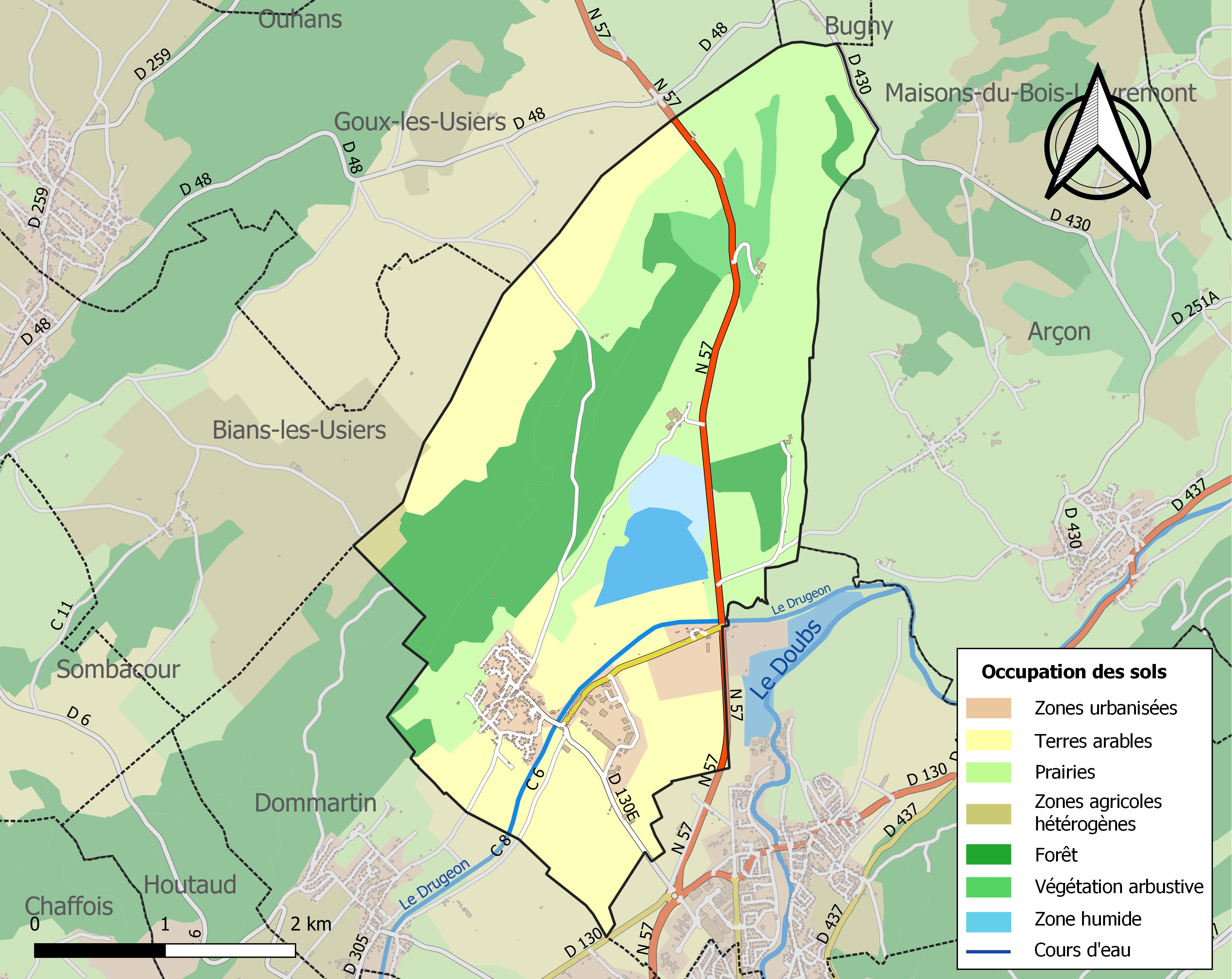
Carte des infrastructures et de l'occupation des sols de la commune en 2018 (CLC).

## Histoire
Voir Dommartin.

## Héraldique
| Blason de Vuillecin | Blason  | D'or à la fleur de jonquille tigée et feuillée au naturel à senestre accompagnée en pointe à dextre d'une grenouille contournée de sinople. |
| Blason de Vuillecin | Détails | Le statut officiel du blason reste à déterminer.                                                                                            |

## Politique et administration
| Période                                  | Période  | Identité           | Étiquette | Qualité  |
| ---------------------------------------- | -------- | ------------------ | --------- | -------- |
| mars 2001                                | En cours | Dominique Jeannier | DVG       | Retraité |
| Les données manquantes sont à compléter. |          |                    |           |          |

## Démographie
L'évolution du nombre d'habitants est connue à travers les recensements de la population effectués dans la commune depuis 1793. Pour les communes de moins de 10 000 habitants, une enquête de recensement portant sur toute la population est réalisée tous les cinq ans, les populations de référence des années intermédiaires étant quant à elles estimées par interpolation ou extrapolation. Pour la commune, le premier recensement exhaustif entrant dans le cadre du nouveau dispositif a été réalisé en 2006.

En 2022, la commune comptait 669 habitants, en évolution de +3,4 % par rapport à 2016 (Doubs : +1,88 %, France hors Mayotte : +2,11 %).
| 1793 | 1800 | 1806 | 1821 | 1831 | 1836 | 1841 | 1846 | 1851 |
| ---- | ---- | ---- | ---- | ---- | ---- | ---- | ---- | ---- |
| 296  | 275  | 291  | 302  | 309  | 373  | 363  | 369  | 345  |

| 1856 | 1861 | 1866 | 1872 | 1876 | 1881 | 1886 | 1891 | 1896 |
| ---- | ---- | ---- | ---- | ---- | ---- | ---- | ---- | ---- |
| 324  | 326  | 335  | 326  | 333  | 364  | 344  | 345  | 330  |

| 1901 | 1906 | 1911 | 1921 | 1926 | 1931 | 1936 | 1946 | 1954 |
| ---- | ---- | ---- | ---- | ---- | ---- | ---- | ---- | ---- |
| 337  | 296  | 268  | 250  | 231  | 213  | 174  | 171  | 204  |

| 1962 | 1968 | 1975 | 1982 | 1990 | 1999 | 2006 | 2011 | 2016 |
| ---- | ---- | ---- | ---- | ---- | ---- | ---- | ---- | ---- |
| 174  | 178  | 256  | 405  | 441  | 524  | 564  | 582  | 647  |

| 2021 | 2022 | - | - | - | - | - | - | - |
| ---- | ---- | - | - | - | - | - | - | - |
| 658  | 669  | - | - | - | - | - | - | - |

## Lieux et monuments
- Église Saint-Claude. Construite de 1801 à 1804. Située dans le diocèse de Besançon, dans le doyenné du Haut-Doubs forestier. Elle est desservie par la Paroisse saint Pierre du Pays de Pontarlier. Les abbés sont les pères François Boiteux et Philippe Nguyen-Bathong. Elle est recensée dans la base Mérimée lors du récolement de 1978[19].
- Chapelle Saint-Georges : construite à partir de 1852 par les habitants du village, est inscrit sur une des pierres la date de finition de 1861 et J-C. Dellin. Située dans le diocèse de Besançon, dans le doyenné du Haut-Doubs forestier. Elle est desservie par la Paroisse saint Pierre du Pays de Pontarlier. Les abbés sont les pères François Boiteux et Philippe Nguyen-Bathong. Elle est recensée dans la base Mérimée lors du récolement de 1978[20].
- Chapelle Saint-Lazare recensée dans la base Mérimée lors du récolement de 1978[21].
- Monuments aux morts, situé à l'intersection de la rue de Traverse et de la rue de Pontarlier (RD 130E), à côté de la mairie.
- Statue de Saint Claude, statue de Saint Martin, statue de la Vierge et statue de Saint Georges sur le parvis de l'église.
- Statue de la Vierge, située à l'intersection de la rue de la Commeneille et de la rue de Pontarlier (RD 130E).
- Belvédère de la Chire.

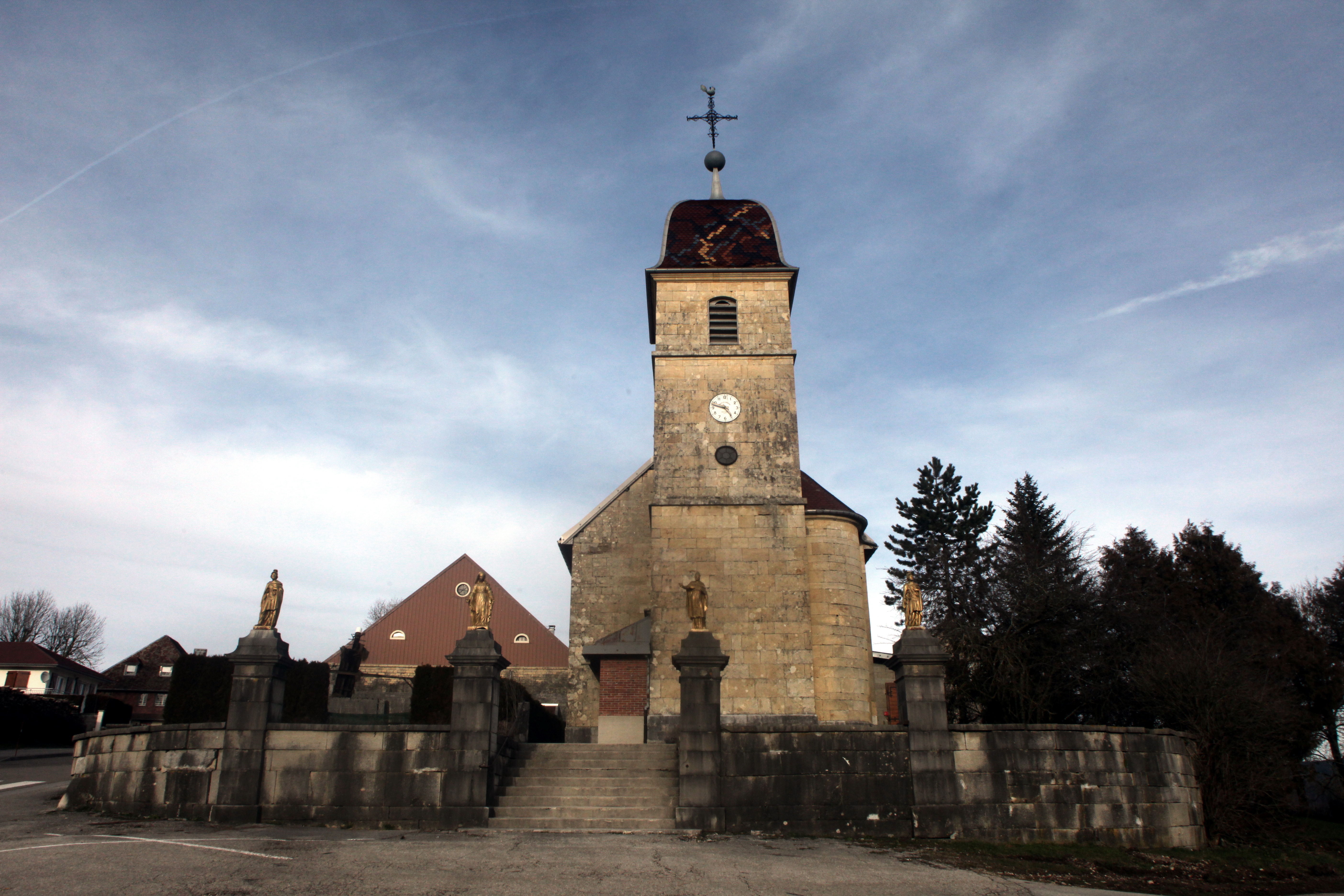
Église Saint-Claude.
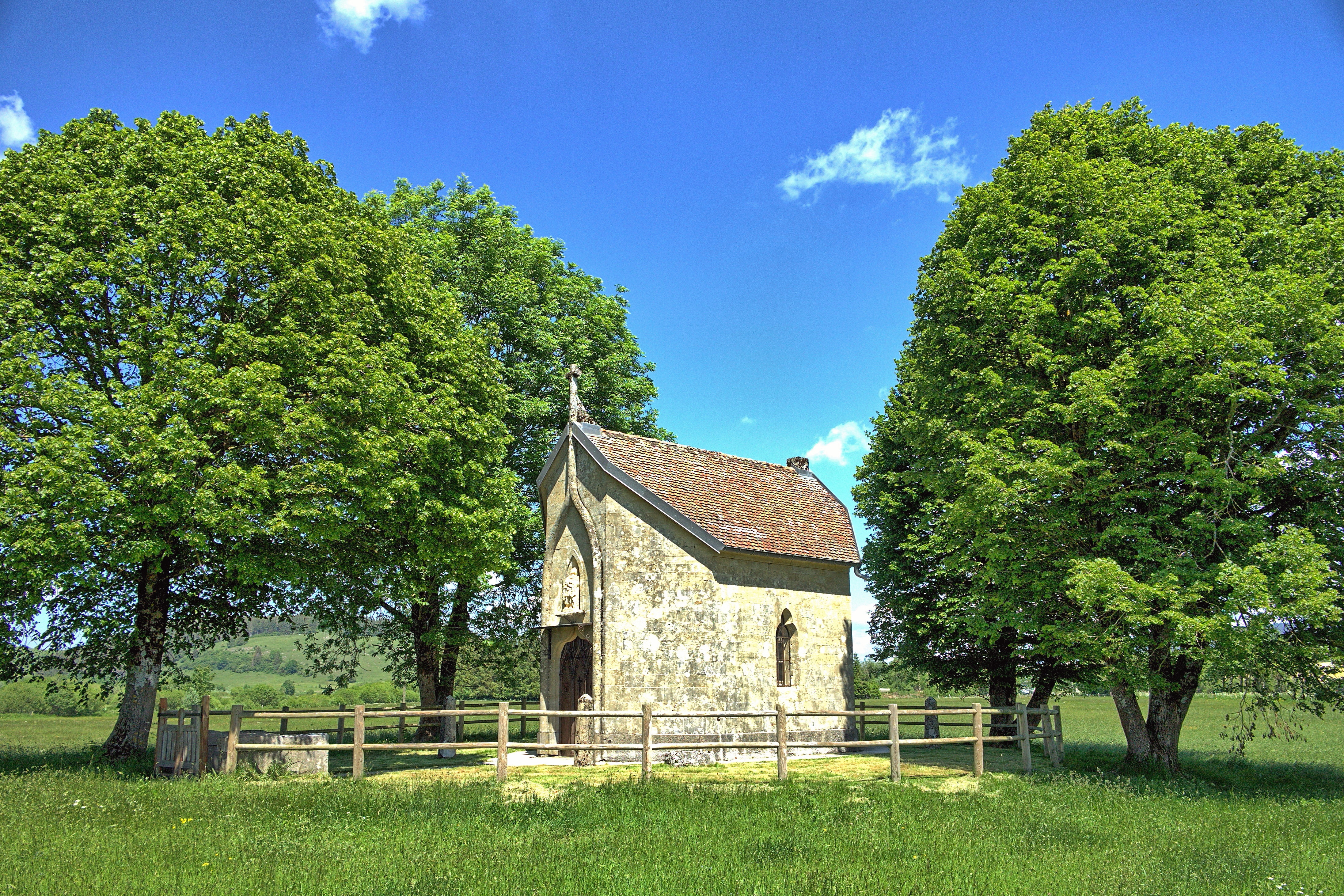
Chapelle Saint-Georges.
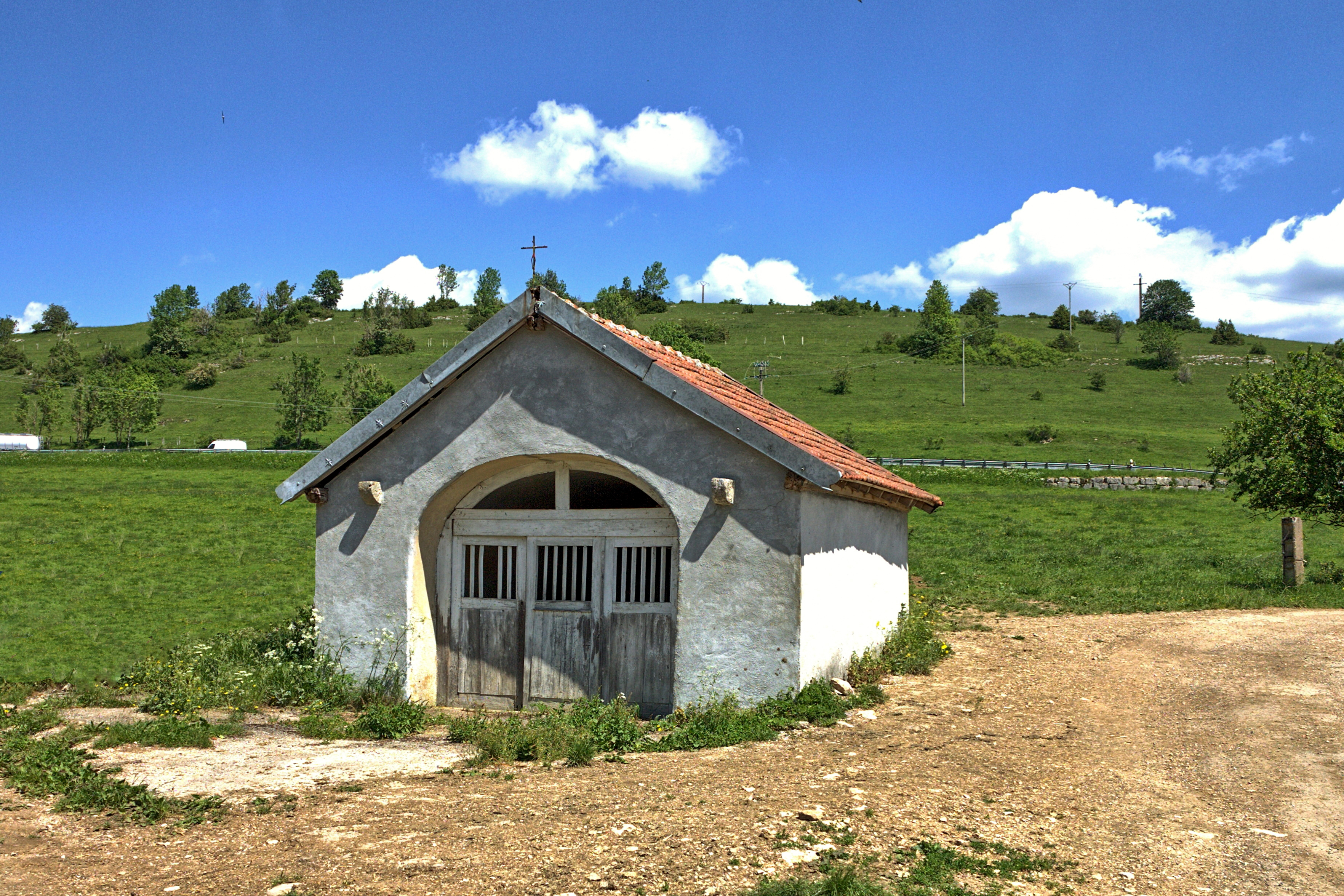
Chapelle Saint-Lazare.
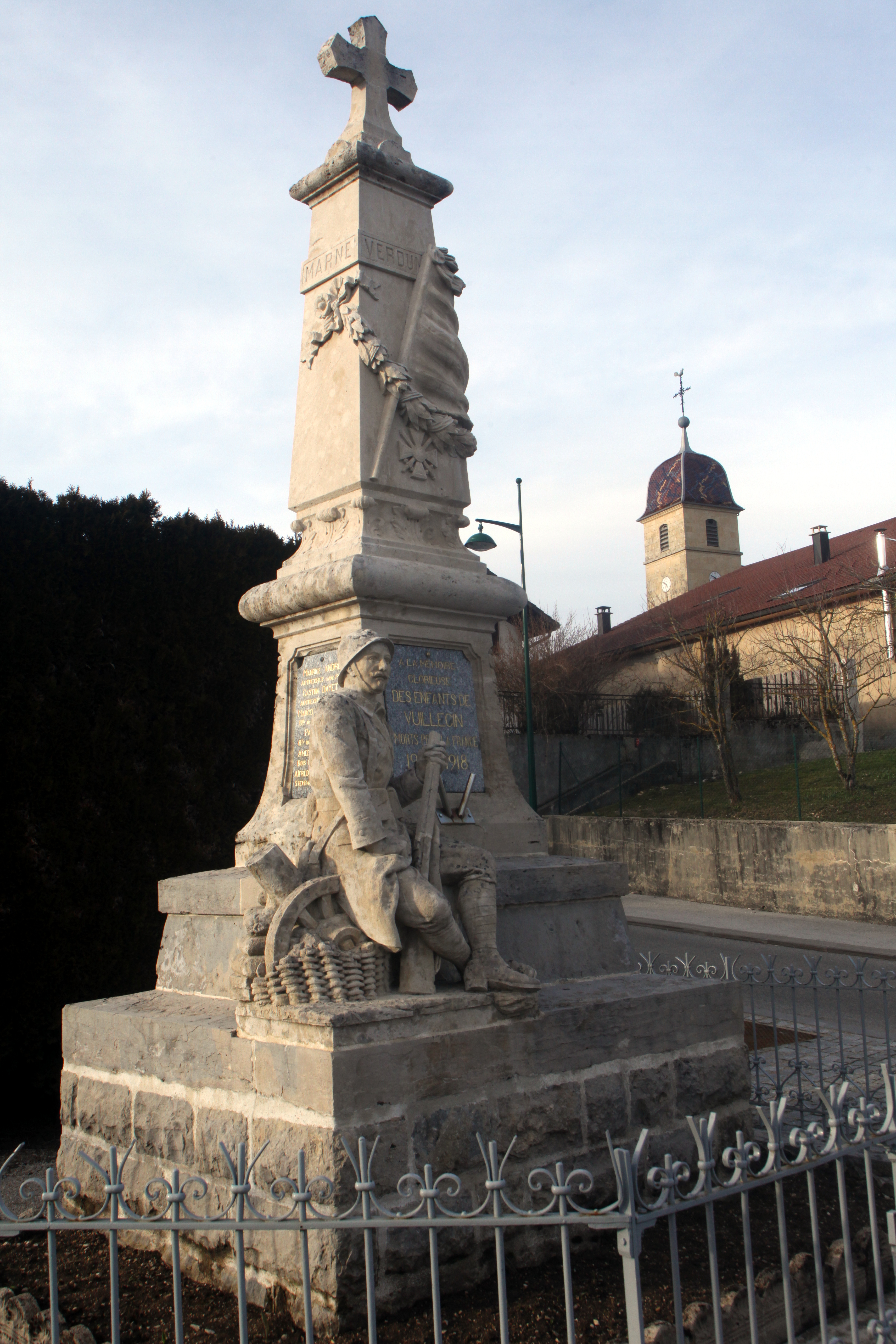
Monument aux morts.
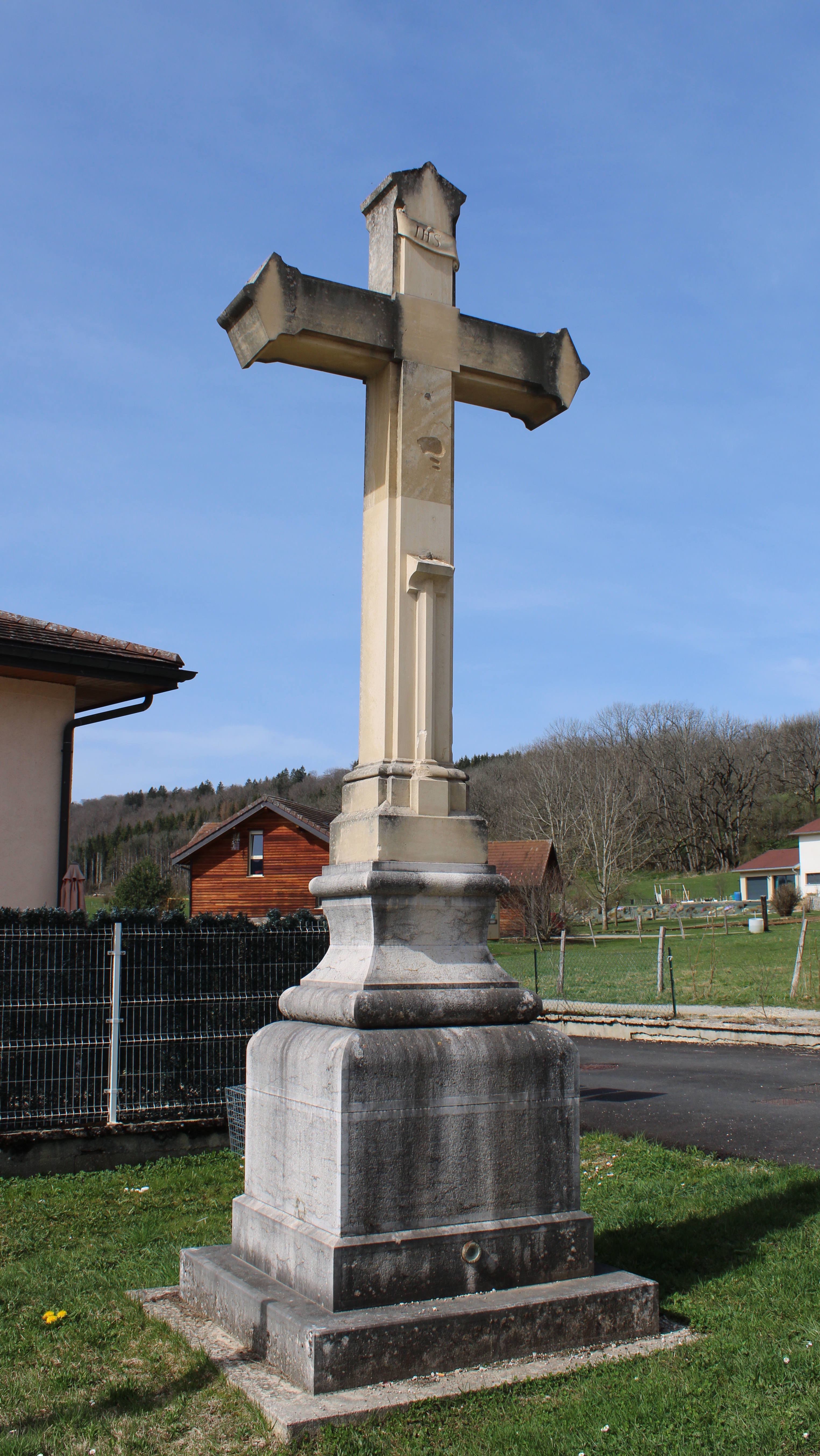
Croix de chemin.